# Sadio Tounkara
Sadio Tounkara, né le 27 avril 1992 à Bamako, est un footballeur malien. Il évolue au poste de milieu de terrain.

## Biographie
Il remporte la Supercoupe d'Azerbaïdjan avec le FK Khazar Lankaran en 2013.